# 尚涅和雷亚克
尚涅和雷亚克（法語：Champniers-et-Reilhac，法語發音：[ʃɑ̃nje e ʁɛjak]）是法国多尔多涅省的一个市镇，位于该省北部，属于农特龙区。

## 地理
尚涅和雷亚克（45°40'21"N, 0°43'52"E）面积20.4 平方千米，位于法国新阿基坦大区多爾多涅省，该省份为法国西南部内陆省份，是法國本土面积第三大的省，大致对应佩里戈尔地区，北起顺时针与夏朗德省、上维埃纳省、科雷兹省、洛特省、洛特-加龙省、吉倫特省和滨海夏朗德省接壤。
与尚涅和雷亚克接壤的市镇（或旧市镇、城区）包括：圣马蒂厄、比斯罗勒、皮耶居-普吕维耶、塔杜瓦尔河畔迈索奈、圣巴泰勒米-德比西耶尔。
尚涅和雷亚克的时区为UTC+01:00、UTC+02:00（夏令时）。

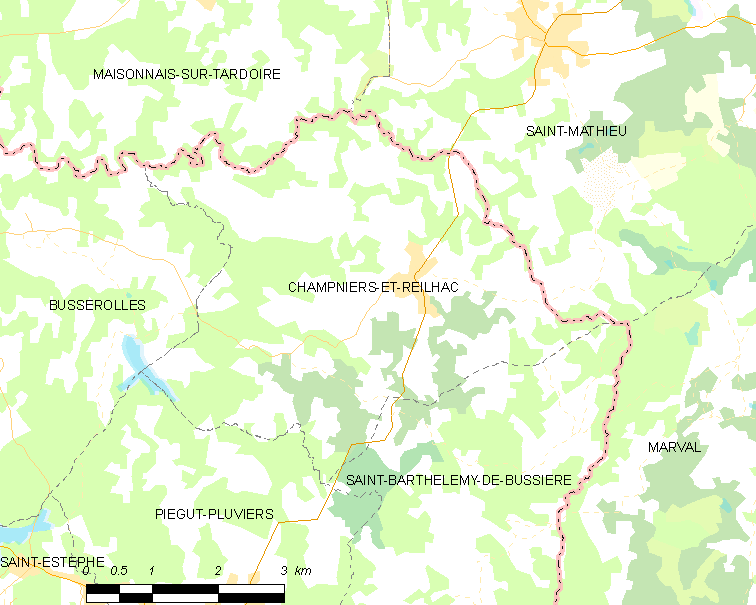
尚涅和雷亚克的OSM定位图

## 行政
尚涅和雷亚克的邮政编码为24360，INSEE市镇编码为24100。

## 政治
尚涅和雷亚克所属的省级选区为农特龙绿色佩里戈尔县。

## 交通
多尔多涅省省道D90线、D112线和D675线在境内交汇。

## 人口

1962-2008年间尚涅和雷亚克人口变化图示

尚涅和雷亚克于2022年1月1日时的人口数量为511人。